# Fresno (Californie)
Pour les articles homonymes, voir Fresno.
Fresno est une ville située dans l'État de Californie, aux États-Unis. Située dans la vallée de San Joaquin, la ville est le siège du comté de Fresno.

## Histoire

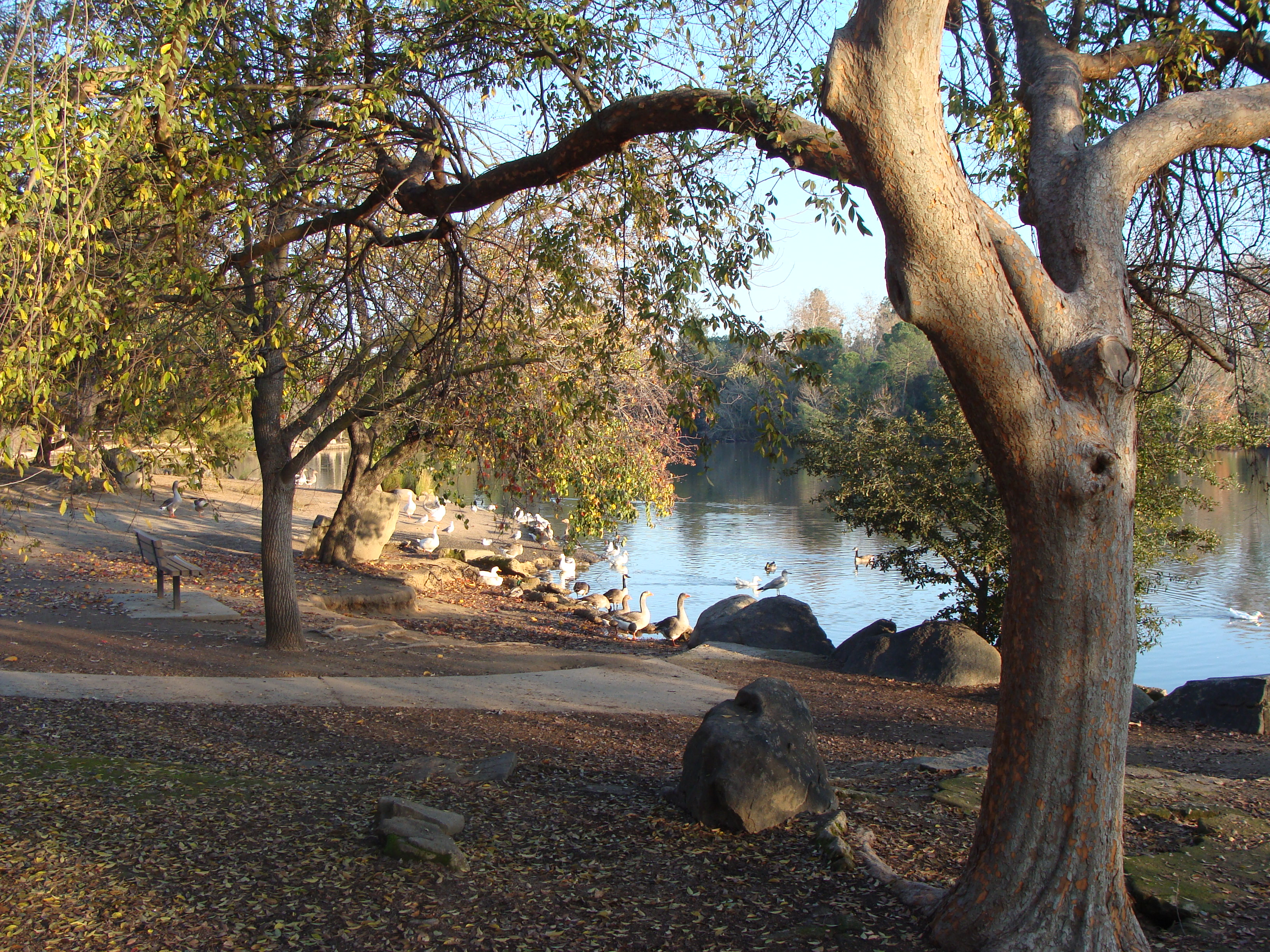
Parc Woodward.

Les premiers habitants étaient les Yokuts. Ils commerçaient avec d'autres Amérindiens à travers la Californie, notamment les Chumashs peuplant alors le littoral centre-californien. Ils se livraient au troc (échange d'animaux et d'aliments végétaux).
Le comté de Fresno est créé en 1856, après la ruée vers l’or en Californie. Son nom viendrait des frênes poussant dans les montagnes des environs qui longent le fleuve, San Joaquin. Fresno est un terme espagnol désignant le frêne blanc. Le comté était alors plus grand qu'aujourd'hui. Il comprenait sa surface actuelle, plus le comté de Madera, certaines zones des comtés de San Benito, Kings, Inyo et Mono.
Millerton, sur les rives du fleuve San Joaquin, proche du Fort Miller devint le premier chef-lieu du comté après avoir été un important foyer de colons. Il y eut d’autres foyers dans le comté : Firebaugh's Ferry, Scottsburg et Elkhorn Springs.
Le 24 décembre 1867, la crue du San Joaquin inonda Millerton. Certains habitants reconstruisirent leurs habitations sur les ruines de la ville, d'autres partirent. Scottsburg fut également détruite par les inondations. Reconstruite en hauteur, elle fut rebaptisée Centerville.
La même année, Anthony « McQueen » Easterby achète des terrains occupés aujourd'hui par les avenues Chestnut, Belmont, Clovis et Californie. Incapable de faire pousser du blé par manque d'eau, il chargea en 1871 Moïse J. Church d’édifier un canal d'irrigation. Ce dernier créa alors la "Fresno Canal and Irrigation Company", l'ancêtre du « Fresno Irrigation District ».
En 1872, la Central Pacific Railroad construisit une gare près de la ferme de Easterby pour la création d’une ligne de chemin de fer reliant le Pacifique-Sud au Golfe du Mexique. Un magasin apparut, puis des habitations autour.
Ainsi naît Fresno Station, plus tard appelée Fresno. Beaucoup d'habitants de Millerton s’y installèrent, attirés par les nouvelles infrastructures, redoutant les inondations. Fresno obtint un statut municipal en 1885.
Deux ans plus tard, les autochtones du comté votèrent pour que Fresno devienne le chef-lieu au détriment de Millerton. Quand le barrage de Friant fut achevé en 1944, le site de Millerton fut inondé par les eaux du Lac Millerton. En temps de sécheresse extrême, les ruines du chef-lieu originel sont visibles.
La plus ancienne synagogue de Fresno « Temple Beth Israel » est fondée en 1909.
La population connaît alors une réelle croissance dans les années 1950 ; Fresno intégrait alors la liste des cent villes les plus peuplées des États-Unis : au recensement de 1960, elle comptait 134 000 habitants. Celui de 1990 la fit grimper au 47e rang  avec 354 000 habitants. Enfin, au recensement de 2000, elle atteignit la 37e place avec 428 000 âmes, soit une augmentation de 21 %.
Avant la Seconde Guerre mondiale, Fresno abrite de nombreuses ethnies ; elle compte le quartier arménien, allemand, italien, ainsi que Chinatown, ce dernier quartier étant autrefois japonais. De nos jours, des enseignes tenues par des Nippo-Américains existent encore. Au Nord de Fresno, en Pinedale, furent internés quelques milliers de Japonais en 1942, dans les fameux "assembly centers".
En septembre 1958, Bank of America y lance un produit innovant, la Bank Americard. Celle qui s'appellera la VISA connaît des débuts laborieux durant lesquels son créateur démissionna, mais devient la première carte de crédit efficace. En 1976, la Bank Americard fut nommée et une nouvelle entreprise fut créée, connue aujourd'hui sous le nom de Visa Inc.
En 1986, une mini-série intitulée « Fresno », mettant en scène des habitants imaginaires, se présente comme une parodie des mélodrames populaires des années 1980.
En 1995, une opération de grande envergure du FBI, l'opération « Rezone », visa plusieurs hommes politiques de Fresno et Clovis. Ils furent accusés d'avoir touché des pots-de-vin de promoteurs immobiliers, ayant jeté leur dévolu sur des terres agricoles afin de les rendre constructibles. Avant l'opération, les promoteurs pouvaient acheter les fermes pour une bouchée de pain, puis soudoyer la municipalité en vue d’en obtenir le reclassement en terrains constructibles. Seize personnes furent reconnues coupables.

## Climat
Fresno a un climat désertique chaud typique de la vallée de San Joaquin avec des hivers doux et humides et des étés très chauds et secs ; les températures peuvent facilement monter au-delà de 40 °C. Le record de chaleur est de 46,1 °C le 8 juillet 1905 et récemment pendant la vague de chaleur de 2006, on a observé des températures de 45 °C pendant trois jours d'affilée. Le record de froid est de −8,3 °C le 6 janvier 1913.

### Relevés météorologiques
| Mois                              | jan.  | fév.  | mars  | avril | mai   | juin  | jui.  | août  | sep.  | oct.  | nov.  | déc.  | année   |
| --------------------------------- | ----- | ----- | ----- | ----- | ----- | ----- | ----- | ----- | ----- | ----- | ----- | ----- | ------- |
| Température minimale moyenne (°C) | 3,8   | 5,5   | 7,6   | 9,6   | 13,4  | 16,7  | 19,7  | 18,9  | 16,3  | 11,6  | 6,4   | 3,5   | 11,1    |
| Température moyenne (°C)          | 8,3   | 11,1  | 13,7  | 16,7  | 21,2  | 25,1  | 28,3  | 27,5  | 24,6  | 18,9  | 12,4  | 8,2   | 18      |
| Température maximale moyenne (°C) | 12,8  | 16,4  | 19,8  | 23,8  | 29,1  | 33,4  | 36,9  | 36,2  | 32,7  | 26,3  | 18,3  | 12,8  | 24,9    |
| Record de froid (°C)              | −8,3  | −4,4  | −3,3  | 0     | 2,2   | 5,6   | 10    | 9,4   | 2,8   | −2,8  | −3,3  | −7,8  | −8,3    |
| Record de chaleur (°C)            | 25,6  | 28,9  | 32,2  | 38,3  | 43,3  | 44,4  | 46,1  | 45    | 43,9  | 38,9  | 32,2  | 25    | 46,1    |
| Ensoleillement (h)                | 141,5 | 196,9 | 286,2 | 335,5 | 398,9 | 412,2 | 428,2 | 399,6 | 345,9 | 302,3 | 189,9 | 127,1 | 3 564,2 |
| Précipitations (mm)               | 55,6  | 51,6  | 51,6  | 24,1  | 10,9  | 5,3   | 0,3   | 0,3   | 4,3   | 16    | 26,9  | 45    | 291,3   |
| Humidité relative (%)             | 83,3  | 77,2  | 68,9  | 57,4  | 47,3  | 41,9  | 39,2  | 44,7  | 50    | 58,5  | 74,1  | 84,2  | 60,6    |

## Démographie
D'après les estimations du Bureau du recensement des États-Unis de 2020, la municipalité a une population de 542 107 habitants, et 1 002 846 habitants dans son agglomération, ce qui en fait la sixième ville la plus peuplée de l'État.
Population des dix villes de Californie les plus peuplées (2016)
| Groupe                           | Fresno | Californie | États-Unis |
| -------------------------------- | ------ | ---------- | ---------- |
| Euro-Américains                  | 50,0   | 57,6       | 72,4       |
| Autres                           | 22,6   | 17,0       | 6,2        |
| Asio-Américains                  | 12,6   | 13,1       | 4,8        |
| Afro-Américains                  | 8,3    | 6,2        | 12,6       |
| Métis                            | 5,0    | 4,9        | 2,9        |
| Amérindiens                      | 1,7    | 1,0        | 0,9        |
| Océano-Américains                | 0,2    | 0,4        | 0,2        |
| Total                            | 100    | 100        | 100        |
|                                  |        |            |            |
| Hispaniques et Latino-Américains | 46,9   | 37,6       | 16,7       |

Selon l'American Community Survey, pour la période 2011-2015, 57,72 % de la population âgée de plus de 5 ans déclare parler l'anglais à la maison, 29,03 % déclare parler l'espagnol, 4,02 % une langue hmong, 1,32 % le lao, 0,90 % le tagalog, 0,85 % le khmer, 0,69 % l'arménien, 0,60 % une langue chinoise, 0,44 % le vietnamien et 4,44 % une autre langue.
| 1880  | 1890   | 1900   | 1910   | 1920   | 1930   |
| ----- | ------ | ------ | ------ | ------ | ------ |
| 1 112 | 10 818 | 12 470 | 24 892 | 45 086 | 52 513 |

| 1940   | 1950   | 1960    | 1970    | 1980    | 1990    |
| ------ | ------ | ------- | ------- | ------- | ------- |
| 60 685 | 91 669 | 133 929 | 165 655 | 217 491 | 354 202 |

| 2000    | 2010    | 2020    | - | - | - |
| ------- | ------- | ------- | - | - | - |
| 427 652 | 494 665 | 542 107 | - | - | - |

## Politique
| Période                                  | Période         | Identité               | Étiquette   | Qualité        |
| ---------------------------------------- | --------------- | ---------------------- | ----------- | -------------- |
| Les données manquantes sont à compléter. |                 |                        |             |                |
| 1958                                     | 5 décembre 1963 | Arthur L. Selland (en) |             |                |
| 1963                                     | 1965            | Wallace Henderson      |             | intérim        |
| 1965                                     | 1969            | Floyd H. Hyde          |             |                |
| 1969                                     | 1977            | Ted C. Wills           |             |                |
| 1977                                     | 1985            | Dan Whitehurst (en)    | Démocrate   |                |
| 1985                                     | 1989            | Dale Doig (en)         |             |                |
| 1989                                     | 1993            | Karen Humphrey (en)    |             | Première femme |
| 1993                                     | 5 janvier 2001  | Jim Patterson (en)     | Républicain |                |
| 5 janvier 2001                           | 6 janvier 2009  | Alan Autry (en)        | Républicain |                |
| 6 janvier 2009                           | 3 janvier 2017  | Ashley Swearengin (en) | Républicain |                |
| 3 janvier 2017                           | 5 janvier 2021  | Lee Brand (en)         | Républicain |                |
| 5 janvier 2021                           | En cours        | Jerry Dyer (en)        | Républicain |                |

## Économie
Fresno est un important centre industriel, commercial et administratif de la vallée irriguée de San Joaquin, et l'une des plus riches régions agricoles du pays. Les activités sont la production de coton, de laitages et d'une grande variété de fruits et de légumes ainsi que l'élevage de bovins et de volailles. Les produits locaux comprennent le raisin et autres fruits secs, le vin, les produits cotonniers, le verre, les tapis, les produits sylvicoles et les machines.

## Universités
Fresno compte de nombreuses universités, dont celle de l'État de Californie fondée en 1911. Ceci fait de Fresno une ville jeune. Les étudiants occupent une foule de petits boulots, en attendant d'obtenir ultérieurement des postes de haut niveau, participant ainsi au dynamisme de la ville.

## Sports
- Bulldogs de Fresno State

## Jumelages
- Kōchi (Japon)
- Münster (Allemagne)
- Châteauroux (France)
- Galați (Roumanie)
- Guadalajara (Mexique) (Mexique)
- Etchmiadzin (Arménie)
- Anjar (Liban)
- Vérone (Italie)
- Taishan (Chine)